# Pasirtanjung (Lemahabang)
Pasirtanjung is een bestuurslaag in het regentschap Karawang van de provincie West-Java, Indonesië. Pasirtanjung telt 3901 inwoners (volkstelling 2010).